# So Serious
Singles de Electric Light Orchestra
Calling America
(1986) Getting to the Point
(1986)
Pistes de Balance of Power
Heaven Only Knows Getting to the Point
So Serious est une chanson d'Electric Light Orchestra tirée de l'album Balance of Power, sorti en 1986. Second single extrait de l'album, avec en face B A Matter of Fact (au Royaume-Uni) ou Endless Lies (aux États-Unis), il n'atteint qu'une médiocre 77e place au Royaume-Uni et ne se classe pas de l'autre côté de l'Atlantique.